# Ferdinand de Béhagle
Jean-Jacques Marie Ferdinand de Béhagle, né le 18 juillet 1857 à Ruffec en Charente et mort à la fin de septembre 1899 à Dikoa en Afrique centrale, est un marchand et explorateur français.

## Biographie
Ferdinand de Béhagle commence sa carrière comme marin au long cours avant d'être nommé administrateur en Algérie française de mai 1885 à septembre 1891. Il se porte volontaire en 1892 pour la mission de Casimir Maistre qui explore les fleuves Congo et Oubangui en Afrique centrale. À son retour en France, il produira des rapports scientifiques sur le bassin du Tchad.
En 1897, il mène des tractations politico-commerciales avec le sultan Rabah pour tenter de l'allier à la France dans sa lutte contre les Anglais. Émile Gentil le décrit ainsi : « Maigre, de taille moyenne, les os de la figure saillants, les yeux creux, il offrait l'aspect d'un homme énergique. Ses traits durs, se contractant parfois, semblaient avoir reçu l'empreinte d'un chagrin profond. Constamment coiffé d'une chéchia rouge, recouverte d'une coiffe bleue, il allait narguant le soleil ». En juillet 1898, accompagné de Toussaint Mercuri, Béhagle reconnait les sources de la Tomi et du Gribingui, puis ils se rendent à Kouno rencontrer le roi Gaourang pour évaluer les possibilités d'un soutien de la France à son encontre, malgré sa faible autorité sur la région du Baguirmi et les possibles conséquences de guerres intestines avec le sultan Rabah et le prince du Royaume du Ouaddaï,. De retour auprès de Rabah en janvier 1899, des désaccords entre eux aboutissent à son emprisonnement par le sultan qui le fait mettre à mort par pendaison fin septembre 1899 à Dikoa, capitale du fief de Rabah. Son corps est retrouvé en 1901 et enterré à Fort-Lamy.

## Distinctions et hommages
Ferdinand de Béhagle est fait, en septembre 1894, officier de l'Ordre royal du Cambodge par Théophile Delcassé alors ministre des Colonies, sur la proposition de Fernand Blum, commissaire de l'exposition permanente des colonies à l'exposition de Lyon. Sa décoration lui est remise le 1er décembre 1894 par Victor Lourties, ministre du commerce lors d'une séance de la Société africaine de France.
Depuis 1936, la rue Ferdinand-de-Béhagle à Paris porte son nom en hommage en raison de sa proximité avec le Musée des colonies. Une rue de Béhagle existe également à Courbevoie, à la limite avec Asnières-sur-Seine.

## Publications
- Projet de voyage commercial du Congo à la Méditerranée par le Tchad et ses affluents, éditions Lecène, Oudin et Cie, Paris, 1893
- Voyage commercial et scientifique au bassin du Tchad, Afrique centrale, éditions L. Frémont, Arcis-sur-Aube, 1896
- Âme d'esclave (étude de mœurs sahariennes), bureau de la Revue de l'islam, 1897
- Robillot – Reconnaissance et organisation du Bas-Chari, La Géographie – bulletin de la Société de géographie, vol. V, no 3, éditions Masson, Paris, 15 mars 1902